# Cañón de montaña Tipo 31 75 mm
El cañón de disparo rápido Tipo 31 75 mm (三十一年式速山砲 Sanjūichinen-shiki Sokusanhō?) fue el principal cañón de campaña desplegado por el Ejército Imperial Japonés durante la Guerra ruso-japonesa. Al igual que el cañón de montaña 7 cm, su predecesor, fue producido en versiones de montaña y de campaña.

## Descripción
El Tipo 31 75 mm entró en servicio en 1898, con su designación indicando que se desarrolló en el trigésimo primer año de reinado del Emperador Meiji. Diseñado por el Coronel Nariakira Arisaka, tenía un caña de acero que mejoraba su alcance y precisión respecto al primigenio cañón de montaña 7 cm, que tenía una caña de bronce. 
El Tipo 31 75 mm disparaba proyectiles unitarios con carga propulsora de pólvora sin humo y tenía un sistema de retroceso semirrígido, que empleaba cables conectados a un conjunto de resortes. Tenía un alcance aproximado de 7.800 m, disparando un obús de 6 kg. El Tipo 31 75 mm también tenía una versión de montaña más ligera, con un alcance más corto (4.300 m). Se produjeron aproximadamente 620 cañones de campaña, cuyo suministro a las unidades de primera línea terminó en 1902, pero se desconoce la cantidad de cañones de montaña producidos.
El cañón estuvo en servicio hasta el final de la Segunda Guerra Mundial, como armamento de reserva. Las tropas estadounidenses solamente encontraron cañones Tipo 31 75 mm durante la ocupación de la península de Corea después de la rendición de Japón.

## Usuarios extranjeros
Alrededor de cien cañones Tipo 31 75 mm fueron vendidos al Imperio ruso en 1916. Unos cincuenta cañones reaparecieron más tarde en el Ejército Rojo durante la Guerra civil finlandesa, de los cuales cuarenta y cuatro finalmente quedaron en manos finlandesas con el cese de hostilidades. Estos cañones fueron designados 75 VK 98. Cuarenta y dos de estos cañones, junto a 28.000 obuses, fueron vendidos a la Segunda República Española durante la Guerra Civil Española. El barco mercante estonio Yorbrook, que transportaba los cañones y sus proyectiles, fue interceptado en el golfo de Vizcaya por el crucero Canarias poco antes de la batalla del Cabo Machichaco el 5 de marzo de 1937. Durante la batalla, el Yorbrook fue escoltado por las fuerzas republicanas para ingresar al puerto de Bermeo, pero se desconoce si los cañones fueron arrojados al mar o desembarcados en Bermeo.